# Mario Luigi Ciappi
Mario Luigi Ciappi, O.P. (Florença, 6 de outubro de 1909 – Roma, 23 de abril de 1996) foi um cardeal italiano da Igreja Católica Romana que serviu como teólogo pessoal a cinco papas de 1955 a 1989 e foi elevado ao cardinalado em 1977.

## Biografia
Nascido em Florença, Mario Ciappi estudou no seminário de Lucca. Mais tarde, ingressou na Ordem dos Pregadores, mais comumente conhecidos como dominicanos, e professou no convento de Santa Maria della Quercia, em Viterbo.

## Educação
Depois de estudar no convento de San Domenico, em Pistoia, frequentou a Pontifícia Universidade São Tomás de Aquino, Angelicum, em Roma, onde obteve seu doutorado em teologia em 1933, com uma tese intitulada De divina misericordia ut prima causa operum Dei. Ciappi foi ordenado um sacerdote pelo cardeal Francesco Marchetti Selvaggiani em 26 de março de 1932. Ele continuou seus estudos na Universidade de Leuven e Universidade de Friburgo até 1935.

## Teólogo
Como professor, Ciappi ensinou teologia moral e dogmática em sua alma mater, o Angelicum. De 1935 a 1955, serviu como decano da Faculdade Teológica. Ele também palestrou sobre tomista estética no Instituto Beato Angelico.
Em 5 de maio de 1955, ele foi nomeado Mestre do Palácio Sagrado. Nesta capacidade, Ciappi serviu como teólogo pessoal do papa. O título foi mais tarde renomeado como teólogo da Casa Pontifícia em 28 de março de 1968, pelo Papa Paulo VI 's motu proprio Pontificalis Domus. Ele aconselhou o Papa Paulo enquanto este escrevia a Humanae Vitae, e depois defendeu a mesma encíclica contra acusações de que ela estava em conflito com os princípios tomistas.
Em 10 de junho de 1977, antes de sua promoção cardinalitial , Ciappi foi nomeado bispo titular de Misenum. Ele recebeu sua consagração episcopal no dia 18 de junho do cardeal Dino Staffa, com o arcebispo Jean Jérôme Hamer, O.P., e o bispo Angelo Verardo, O.P., servindo como co-consagradores, na basílica de Santa Maria sopra Minerva. Paulo VI, pouco depois, criou o cardeal Diácono de Nossa Senhora do Sagrado Coração no consistório de 27 de junho de 1977.
De 1977 a 1989, o dominicano continuou seu papel sob o título de Pró-teólogo da Casa Pontifícia. Ciappi foi um dos cardeais eleitores que participaram dos conclaves de agosto e outubro de 1978 , que selecionaram os papas João Paulo I e João Paulo II, respectivamente. Depois de dez anos como cardeal diácono, ele optou por se tornar cardeal sacerdote, com a igreja titular do Sagrado Coração de Jesus agonizante em Vitinia, em 22 de junho de 1987.

## Morte
Ciappi morreu em Roma, aos 86 anos, e foi enterrado no cemitério Campo di Verano. Durante seus trinta e quatro anos como teólogo papal, serviu aos papas Pio XII, João XXIII, Paulo VI, João Paulo I e João Paulo II.